# Galimzjan Szalihovics Huszainov
Galimzjan Szalihovics Huszainov (oroszul:  Галимзян Салихович Хусаинов; 1937. június 27. – Moszkva, 2010. február 10.) tatár származású orosz labdarúgó.
A szovjet válogatott tagjaként részt vett az 1962-es és az 1966-os világbajnokságon, illetve az 1964-es Európa-bajnokságon.

## Sikerei, díjai
Dinamo Kijiv
- Szovjet bajnok (2): 1962, 1969
- Szovjet kupa (3): 1963, 1965, 1971

Szovjetunió
- Európa-bajnoki döntős (1): 1964